# Nathalie Mallette
Pour les articles homonymes, voir Mallette.
Nathalie Mallette est une actrice québécoise née le 27 mai 1965.

## Biographie
Nathalie Mallette est diplômée du Conservatoire d'art dramatique de Montréal, promotion 1989. Son conjoint, Robert Bellefeuille, travaille aussi dans le domaine du théâtre, notamment comme metteur en scène.

## Carrière

### Filmographie
- 1991 : La Fenêtre : Josée
- 1992 : Being at Home with Claude : sœur de Yves
- 1996 : La Machine : Geneviève
- 2004 : La Lune viendra d'elle-même : Marianne
- 2004 : Ma vie en cinémascope : Rose « La Poune » Ouellette
- 2007 : Suzie : Comtesse du Barry

### Télévision
- 1990 : Les Filles de Caleb : Berthe
- 1991 : L'Îlot de Lili : Lili
- 1993 : Shehaweh : Jeanne Berger
- 1994 : Miséricorde : Édith
- 1995 : Les Grands Procès (Affaire Durand) : Rachel Dufour
- 1997 : Le Volcan tranquille : Rosa Desmarteaux
- 1998 : Zaza d'abord : Zaza
- 1999-2008 : Histoires de filles : Dominique Parent
- 2000 : Willie : Jeannette
- 2002 : Tabou : Véronique
- 2003 : Les Aventures tumultueuses de Jack Carter : Vickie
- 2004 : Grande Ourse : Simone Letendre
- 2005 : Vice caché : Danielle St-Pierre
- 2009 : Chabotte et fille : Jeanne
- 2009-2014 : Yamaska : Rachel Dumont
- 2011-2016 : 30 vies : Ariane Lesage
- 2019 : Toute la vie : Françoise Beauparlant
- 2021 : District 31 : Adèle Rancourt
- 2021-2023 : Les Mecs : Sophie

## Récompenses et nominations

### Récompenses
- 2005 : prix Gascon-Roux, interprétation féminine La savetière prodigieuse, TNM[2]
- 1994 : récipiendaire Masque, rôle de soutien pour La Locandiera, Déjanira[3]. TNM

### Nominations
- 2003 : nomination Masque, 1er rôle pour Gaby dans Le ventriloque, à L’Espace Go
- 2002 : nomination Masque, rôle de soutien pour Charlotte dans Dom Juan, TNM
- 2001 : nomination prix Gémeaux, 1er rôle série ou émission dramatique pour Jeannette dans Willie
- 2001 : nomination prix Gémeaux, 1er rôle comédie de situations, spécial ou série humoristique pour Dominique dans Histoires de filles
- 1998 : nomination prix Gémeaux, rôle de soutien téléroman, pour Rosa dans Le volcan tranquille.
- 1995 : nomination prix Gémeaux, 1er rôle télésérie, pour Édith dans Miséricorde.